# آرتور کارتلیج
آرتور کارتلیج (انگلیسی: Arthur Cartlidge؛ ۱۲ ژوئن ۱۸۸۰ – ۱۹۲۲ (۴۱−۴۲ سال)) بازیکن فوتبال اهل بریتانیا بود.
از باشگاه‌هایی که در آن بازی کرده‌است می‌توان به باشگاه فوتبال استوک سیتی، باشگاه فوتبال مارکت درایتون تاون، باشگاه فوتبال استون ویلا، باشگاه فوتبال بریستول راورز، و باشگاه فوتبال ساوت شیلدز اشاره کرد.